# Grzegorz Olszak
Grzegorz Olszak (ur. 1969 w Puławach) – polski urzędnik służby cywilnej, dyplomata, ambasador w Kuwejcie (2013–2017), chargé d’affaires w Libii (od 2023).

## Życiorys
Ukończył w 1996 studia arabistyczne w Instytucie Orientalistycznym Uniwersytetu Warszawskiego, w 1998 stosunki międzynarodowe na Wydziale Dziennikarstwa i Nauk Politycznych UW, a w 2001 Krajową Szkołę Administracji Publicznej. W trakcie studiów w ramach stypendium dwa lata spędził na Wydziale Filologii Uniwersytetu Kairskiego, a rok w Stacji Archeologii Śródziemnomorskiej UW w Kairze jako asystent dyrektora.
Pracował w Departamencie do Spraw Migracji i Uchodźstwa Ministerstwa Spraw Wewnętrznych i Administracji, sektorze prywatnym, polskim kontyngencie wojskowym, w siłach pokojowych ONZ na Wzgórzach Golan, gdzie w stopniu chorążego pełnił funkcję szefa sprzętu ciężkiego misji. Po ukończeniu KSAP w 2001 rozpoczął pracę w Ministerstwie Środowiska, gdzie do 2005 awansował od stopnia starszego specjalisty do radcy ministra. Przez dwa lata pełnił funkcje kierownicze na stanowisku zastępcy dyrektora Departamentu Współpracy z Zagranicą oraz dyrektora Biura Ministra.
Pracę w MSZ rozpoczął w styczniu 2005 w Departamencie Afryki i Bliskiego Wschodu. Od października 2005 do sierpnia 2009 pracował w ambasadzie w Kairze jako zastępca szefa placówki, a przez ostatnich osiem miesięcy kierował ambasadą jako chargé d’affaires. Realizował projekt Kancelarii Prezydenta RP rehabilitacji w Polsce grupy palestyńskich dzieci poszkodowanych w wyniku izraelskich działań wojennych w Strefie Gazy. Zorganizował ewakuację 500 polskich turystów pozostających w Egipcie wskutek upadłości biura podróży „Kopernik”. Po powrocie do kraju objął stanowisko naczelnika wydziału ds. państw arabskich w Departamencie Afryki i Bliskiego Wschodu MSZ. Od lutego do lipca 2012 był kierownikiem Sekcji Interesów USA przy Ambasadzie RP w Damaszku. W 2012 został mianowany ambasadorem w Kuwejcie, akredytowanym jednocześnie w Królestwie Bahrajnu. Misję rozpoczął 23 kwietnia 2013. Pełnił ją do 31 sierpnia 2017. Jesienią 2023 objął funkcję chargé d’affaires w Libii (rezydującym w Tunisie).
Zna języki: angielski, arabski i rosyjski.